# Mario Casarino Viterbo
Mario Casarino Viterbo (Los Andes, 12 de octubre de 1911-Valparaíso, 22 de junio de 2010), fue un abogado chileno que se desempeñó como destacado profesor de Derecho procesal.

## Biografía
Estudió su educación básica en la ciudad de Los Andes y posteriormente se trasladó a Valparaíso, donde termina el nivel secundario. Los estudios de Derecho los realizó en el Curso Fiscal de Leyes de calle Colón, y que constituye en la actualidad la Escuela de Derecho de la Universidad de Valparaíso.
Una vez licenciado se dedicó al ejercicio libre de la profesión –sin llegar a ser contratado nunca por alguna institución– y a la docencia jurídica.
Fue ayudante del profesor Fernando Durán en la cátedra de Derecho Privado; en 1940 fue profesor Interino de la Facultad de Derecho de la Universidad de Chile, hasta que en 1945 asumió como Profesor Titular de Derecho Procesal, que fue su especialidad por 35 años hasta jubilarse.
Fue autor de un conocido Manual de Derecho Procesal (tardó diez años en confeccionarlo), en seis tomos, publicado por primera vez en 1950, actualmente es editado por la Editorial Jurídica de Chile. Falleció en Valparaíso a los 98 años.